# Aeromancia

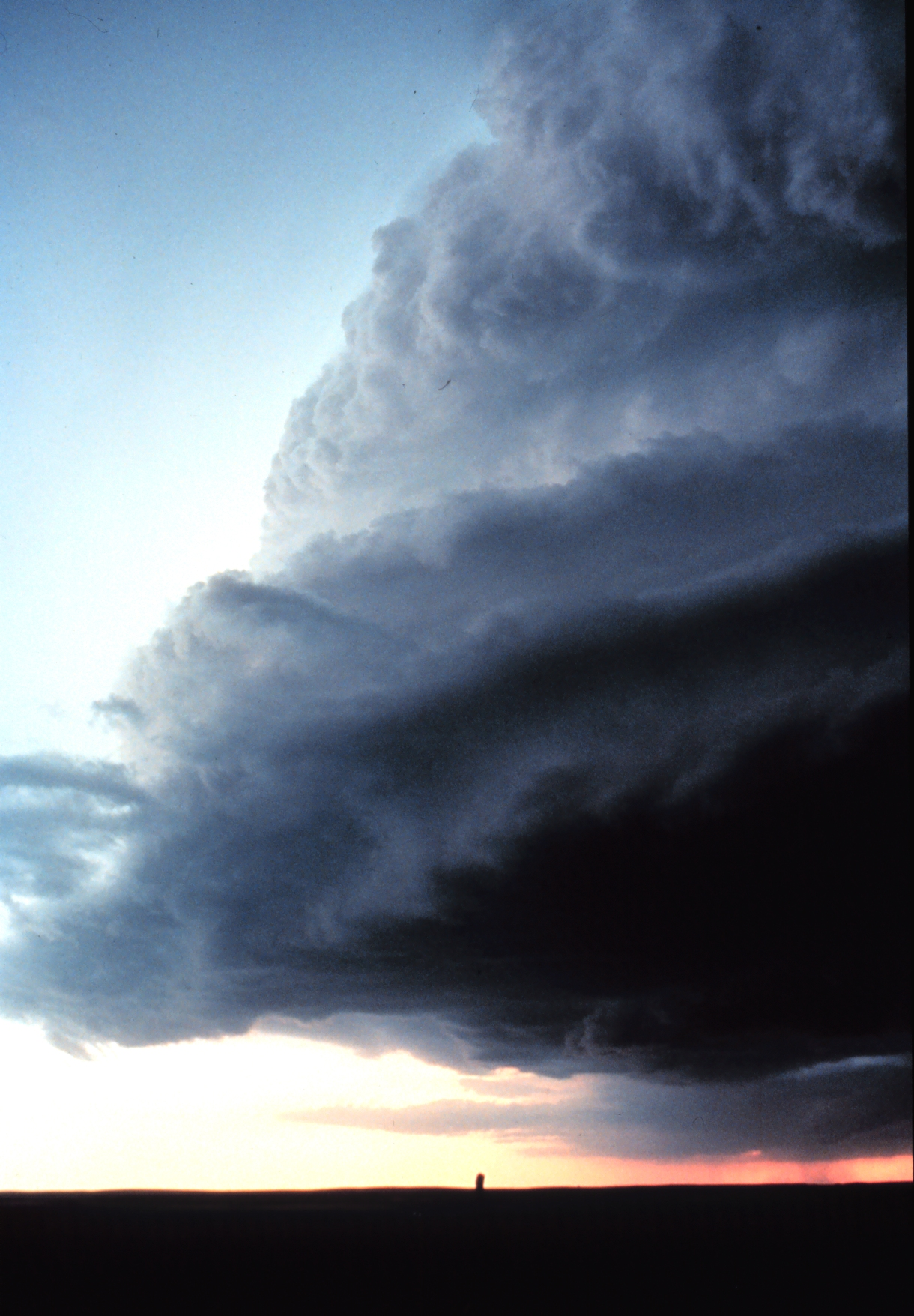
Tempestade se aproximando

Aeromancia (do grego ἀήρ aḗr, "ar", e manteia, "divinação") é a divinação realizada pela interpretação das condições atmosféricas. Também é chamada de meteoromancia (do grego meteōron, fenômeno celeste, e manteia, divinação).

## Prática
A aeromancia procura divinar o futuro através das nuvens, das correntes de ar e de eventos cosmológicos, como cometas. Subtipos desta prática incluem: austromancia (divinação através do vento), ceraunoscopia (observação de trovões e relâmpagos), caomancia (visão aérea), meteormancia (divinação através de meteoros e estrelas cadentes) e nefomancia (divinação através das nuvens). Em contrapartida, François de la Torre-Blanca afirma que a arte genuína envolveria a invocação de espectros no ar ou a representação do futuro em uma nuvem ou em uma lanterna mágica com o auxílio de demônios. Alguns escritores, como Eliphas Lévi e Arthur Edward Waite, defendem que a observação das nuvens e dos fenômenos atmosféricos seria apenas uma forma do homem modificar sua forma de pensar, afastando-se dos assuntos mundanos e entrando em um estado contemplativo. O vidente ficaria, desta maneira, receptivo aos sinais recebidos por sua mente que normalmente são abafados pelas atribulações corriqueiras.
Segundo a aeromancia, a passagem de um cometa seria o presságio da morte de um grande homem.

## História
O primeiro registro da palavra aeromancia ocorre em Chambers, Cycl. Supp, 1753, definida como "aquele departamento da ciência que trata da atmosfera", não tendo relação com uma forma de divinação. Contudo, variações desta palavra têm sido usado por toda a história, com o exemplo mais antigo sendo da Bíblia, embora acredite-se que a prática fosse empregada pelos antigos sacerdotes babilônicos.
Damáscio, o último dos neoplatonistas, traz um relato de nefromancia no século V d.C., durante o reino de Leão I, o Trácio:
Assim, é possível encontrar uma mulher nos dias de Leão, o imperador romano, cujo conhecimento não era devido ao sentido da audição ou às antigas práticas, [mas] pela arte da divinação através das nuvens. A mulher veio de Egas, na Cilícia, sendo oriunda da família dos Orestíadas que habitam na montanha em Comana, na Capadócia. Sua família vem do Peloponeso. Ela dirigiu seus pensamentos a um homem a quem foi confiado um comando militar enviado com outros para a guerra contra os vândalos na Sicília. Ela orou para prever o futuro através de sonhos e orou voltada para o sol nascente. Seu pai lhe recomendou e ordenou em um sonho que orasse voltada para o ocidente. Quando ela orou, uma nuvem do ar superior ficou ao redor do sol, ampliou-se e tomou a forma de um homem. Outra nuvem se separou, ficou do mesmo tamanho e tomou a forma de um leão selvagem, que se enfureceu e, formando um grande abismo, o leão engoliu o homem. A forma humana feita de nuvens era semelhante à de um gótico. Um pouco mais sobre as aparições; então, o próprio imperador Leão matou Aspar, líder dos góticos (em Constantinopla) e seus filhos. Desde aquela época, Anthusa continuou até agora, sem interrupção, a praticar o costume da previsão mântica através das nuvens.

## Influência cultural
A aeromancia é citada em Deuteronômio 18, sendo condenada por Moisés. Ela também é condenada por Alberto Magno em Speculum Astronomiae, que descreve a prática como uma derivação da necromancia. A prática foi desacreditada pela análise cética de Luis de Valladolid em sua obra Historia de vita et doctrina Alberti Magni, de 1889.
Na magia renascentista, a aeromancia era classificada como uma das sete "artes proibidas", junto com a necromancia, a geomancia, a hidromancia, a piromancia, a quiromancia e a escapulomancia.